# João Carlos dos Santos
João Carlos dos Santos (sinh ngày 10 tháng 9 năm 1972) là một cầu thủ bóng đá người Brasil‎.

## Đội tuyển bóng đá quốc gia Brasil‎
João Carlos dos Santos thi đấu cho đội tuyển bóng đá quốc gia Brasil‎ từ năm 1999.

## Thống kê sự nghiệp
| Đội tuyển bóng đá Brasil | Đội tuyển bóng đá Brasil | Đội tuyển bóng đá Brasil |
| Năm                      | Trận                     | Bàn                      |
| ------------------------ | ------------------------ | ------------------------ |
| 1999                     | 10                       | 1                        |
| Tổng cộng                | 10                       | 1                        |